# 法维安·巴斯克斯
法维安·巴斯克斯（西班牙語：Fabián Vázquez，1943年1月20日—），墨西哥男子马术运动员。他曾代表墨西哥参加1980年夏季奥林匹克运动会马术比赛，获得团体三项赛铜牌。